# Kokō no hito
Kokō no hito (jap. 孤高の人) – manga autorstwa Shin’ichiego Sakamoto i Yoshirō Nabedy, powstała na podstawie powieści autorstwa Jirō Nitty. Była publikowana na łamach magazynu „Shūkan Young Jump” wydawnictwa Shūeisha od listopada 2007 do października 2011. Całość liczy 17 łącznie tomów.

## Fabuła
Historia opowiada o samotnym i „ponurym” uczniu imieniem Buntarō Mori oraz jego drodze do odkrycia nowej pasji, jaką jest wspinaczka, począwszy od szkolnego klubu wspinaczkowego, aż do zostania światowej klasy profesjonalnym wspinaczem. Przechodząc przez różne etapy swojego życia, Mori mierzy się z samotnością, wspinaczką solową i depresją, dążąc do realizacji swojego marzenia – zdobycia jednej z najtrudniejszych gór, K2.

## Manga
Seria była publikowana od 1 listopada 2007 do 27 października 2011 w magazynie „Shūkan Young Jump”. Wydawnictwo Shūeisha zebrało jej rozdziały w 17 tankōbonach, wydawanych od 18 kwietnia 2008 do 18 listopada 2011.
| Nr | Data wydania (język japoński) | ISBN (język japoński)  |
| -- | ----------------------------- | ---------------------- |
| 1  | 18 kwietnia 2008              | ISBN 978-4-08-877426-8 |
| 2  | 18 lipca 2008                 | ISBN 978-4-08-877475-6 |
| 3  | 19 września 2008              | ISBN 978-4-08-877522-7 |
| 4  | 19 listopada 2008             | ISBN 978-4-08-877549-4 |
| 5  | 19 lutego 2009                | ISBN 978-4-08-877593-7 |
| 6  | 19 maja 2009                  | ISBN 978-4-08-877642-2 |
| 7  | 19 sierpnia 2009              | ISBN 978-4-08-877696-5 |
| 8  | 19 listopada 2009             | ISBN 978-4-08-877753-5 |
| 9  | 19 lutego 2010                | ISBN 978-4-08-877807-5 |
| 10 | 19 marca 2010                 | ISBN 978-4-08-877835-8 |
| 11 | 18 czerwca 2010               | ISBN 978-4-08-877880-8 |
| 12 | 17 września 2010              | ISBN 978-4-08-879030-5 |
| 13 | 17 grudnia 2010               | ISBN 978-4-08-879077-0 |
| 14 | 18 lutego 2011                | ISBN 978-4-08-879120-3 |
| 15 | 19 maja 2011                  | ISBN 978-4-08-879145-6 |
| 16 | 19 sierpnia 2011              | ISBN 978-4-08-879187-6 |
| 17 | 18 listopada 2011             | ISBN 978-4-08-879236-1 |

## Odbiór
W 2010 roku manga otrzymała nagrodę za doskonałość podczas 14. edycji Japan Media Arts Festival. Zajęła także pierwsze miejsce w kategorii najlepsza seinen-manga podczas konkursu Prix Mangawa 2011.